# Nkolomoni Sankuru
Nkolomoni Sankuru est un boxeur congolais de la République démocratique du Congo (RDC) né le 22 octobre 1992 à Lubumbashi.

## Carrière sportive
Issu d'une famille de boxeurs, il est remarqué très jeune par l'entraineur Natta Numbi qui l'intègre aussitôt dans le club local Congo Boxing de Lubumbashi.

### Palmarès régional et national
Nkolomoni Sankuru remporte le titre national amateur des poids mouches à trois reprises en 2013, 2014 et 2016.
- Champion du Katanga (-52 kg) en 2013
- Champion de la RDC (-52 kg) en 2013
- Champion de la RDC (-52 kg) en 2014
- Champion de la RDC (-52 kg) en 2016

### Jeux africains de la jeunesse 2014 à Gaborone
En 2014, il révèle son potentiel aux jeux africains de la jeunesse à Gaborone en Namibie en remportant la médaille d'argent dans la catégorie des poids mouches.

### Médaille d'argent aux jeux africains à Brazzaville en 2015
Le 18 juillet 2015, au trophée Doppel de Lubumbashi, il bat le champion de Zambie Caristo Bwalya dans un combat de préparation pour les jeux africains. Il remportera lors de cette compétition organisée à Brazzaville la médaille d'argent des poids mouches en n'étant battu qu'en finale par l'algérien Mohamed Flissi.
- 07/09/2015 : 1/8 finale. Victoire contre Mountasser El Bouli (Tunisie)
- 10/09/2015 : 1/4 finale. Victoire contre Abiodun Taiwo (Nigeria)
- 11/09/2015 : 1/2 finale. Victoire contre Moroke Mokhotho (Lesotho)
- 12/09/2015 : Finale. Défaite contre Mohamed Flissi (Algérie)[3],[4]

### Tournoi qualificatif pour les jeux olympiques de Rio 2016
En mars 2016, il est inscrit pour participer aux "African Qualification Event - Yaoundé, Cameroun", épreuves qualificatives pour les jeux olympiques de Rio. Une place en demi-finale assure la qualification. Des problèmes administratifs empêchent la sortie des frais de mission du trésor public. Nkolomoni voit s'envoler ses rêves olympiques. Au classement AIBA, Nkolomoni est pourtant 15e mondial et 2e africain en moins de 52 kg (poids mouches).

### Championnats d'Afrique de boxe amateur 2017 à Brazzaville
Classé tête de série no 2, Nkolomoni est directement aligné en 1/4 de finale. Avec sa médaille de bronze des -52 kg, il obtient sa qualification pour les championnats du monde de boxe amateur qui se tiennent à Hambourg à partir du 25 août 2017.
- 22/06/2017 : 1/4 finale. Victoire contre Daraa Abdelali (Maroc)[8]
- 24/06/2017 : 1/2 finale. Défaite contre Mohammed Otucike Rajab (Botswana)[9]